# Dayton (Minnesota)
Pour les articles homonymes, voir Dayton.
Dayton est une ville des États-Unis située dans les comtés de Wright et de Hennepin, dans l’État du Minnesota.
Au recensement de 2012, sa population était de 4 671 habitants.